# Villemaréchal
Villemaréchal település Franciaországban, Seine-et-Marne megyében. Lakosainak száma 1067 fő (2022. január 1.). Villemaréchal Dormelles, Flagy, Thoury-Férottes, Lorrez-le-Bocage-Préaux, Paley, Nanteau-sur-Lunain, Treuzy-Levelay és Villemer községekkel határos.

## Népesség
A település népessége az elmúlt években az alábbi módon változott:
| Lakosok száma | 1110 | 1105 | 1111 | 1096 | 1082 | 1067 |
|               | 2017 | 2018 | 2019 | 2020 | 2021 | 2022 |